# WebRádio Epigon
WebRádio Epigon je česká internetová rádiová stanice vysílající z Vimperka. Ve vysílání se objevuje převážně rocková, metalová nebo punková hudba. Vznikla roce 2011, kdy o jeho založení rozhodlo vedení Střední školy a Základní školy Vimperk. Rádio Epigon je studentským rádiem této školy. Studenti tvoří celé vysílání úplně sami. Od roku 2016 můžete kromě klasických mp3 verzí streamu (64 a 128 kbit/s) slyšet vysílání také pomocí streamu aac (64 kbit/s). Naladit vysílání mohou posluchači pomocí webu ABradia (rádia.cz), které je zároveň technickým zprostředkovatelem vysílání, nebo pomocí oficiálního webu. Posluchači preferující mobilní zařízení si mohou vysílání naladit v mobilní aplikaci ABradio, která je dostupná pro Android i iOS.

## 24hodinová vysílání
Významné události, které úzce s rádiem souvisí, se oslavují na rádio takto malých rozměrů zcela neobvyklým způsobem. Po řádné debatě o termínu a obsahu vysílání se zveřejní a propaguje datum, kdy se bude vysílat 24 hodin přímo ze studia (tzn. vysílání ze studia se nepřepojí na automaticky generovaný playlist). Další zajímavostí je, že po celých 24 hodin provází posluchače vysíláním jedni a ti samí moderátoři – ti, kteří začínají vysílat zároveň vysílají po celou dobu.

## WebRádio Epigon na akcích
Každé větší rádio má svůj plakát na akcích a vysílá přímo z místa. Vzhledem ke své velikosti si toto nemůže rádio Epigon dovolit. O akcích tedy průběžně informuje ve svém vysílání a zároveň zveřejňuje na svém webu. O významných regionálních akcích dělá rozhovory s organizátorem (buď přímo ve studiu nebo telefonicky). WebRádio Epigon v červnu 2017 přenášelo živě hned dva koncerty (začínající kapely Ebony a známé regionální kapely Narttu) v rámci akce Drive to school, kdy místní střední školu navštívil pořad Drive vysílaný na TV Óčko.

## Moderátoři 2025
- Vincik František (Vincentka)
- Suvegešová Kristýna

Bývalí moderátoři (k roku 2024):
- Smrčka Theodor (Smrk)
- Šandor Luboš
- Rác Jan (Racek)
- Vetrák Filip (Větrák)